# Hiroshi Narazaki
Hiroshi Narazaki (født 1. juni 1981) er en tidligere japansk fodboldspiller.
Han har spillet for flere forskellige klubber i sin karriere, herunder Sagan Tosu.